# Chabuata rhodomelaina
Chabuata rhodomelaina är en fjärilsart som beskrevs av Köhler 1959. Chabuata rhodomelaina ingår i släktet Chabuata och familjen nattflyn. Inga underarter finns listade i Catalogue of Life.